# お兄ちゃんはデンマザー
『お兄ちゃんはデンマザー』（原題：Den Brother）は、アメリカ合衆国のテレビ映画。ディズニー・チャンネル・オリジナル・ムービーのひとつで、2010年8月12日にアメリカ合衆国のディズニーチャンネルで放送された。

## あらすじ
レモン・オークス高校のホッケー部のスタープレイヤーであるアレックスは、ナルシストだが、家族思いだった。
彼は愛する妹エミリーのガールスカウトの解散を救うべく、女装してそのクラブのデン・マザー（カブスカウトの監督・指導役）を務めることにした。

## キャスト
| 役名         | 俳優                   | 日本語吹替 |
| ------------ | ---------------------- | ---------- |
| アレックス   | ハッチ・ダーノ         | 浅沼晋太郎 |
| エミリー     | G・ハネリウス          | 浅井清己   |
| ディーナ     | ヴィッキー・ルイス     | よのひかり |
| マティス     | ケルシー・チャウ       | 優希       |
| グース       | デヴィッド・ランバート | 岡本信彦   |
| レイチェル   | ケリー・グールド       |            |
| アビゲイル   | テイラー・ヘンダー     | 高倉有加   |
| パパ         | モーリス・ゴディン     | 楠見尚己   |
| ジャクイッツ | デブラ・ムーニー       | 磯辺万沙子 |
| アースラ     | キアラ・ムハンマド     | 楠見藍子   |
| ティナ       | Haley Tju              | 深町彩里   |